# Goniopugettia
Goniopugettia is een geslacht van kreeftachtigen uit de klasse van de Malacostraca (hogere kreeftachtigen).

## Soorten
- Goniopugettia sagamiensis (Gordon, 1930)
- Goniopugettia tanakae Sakai, 1986